# Raid on Bungeling Bay
Raid on Bungeling Bay is het eerste computerspel van Will Wright, een ontwikkelaar van computerspellen. Het spel werd door Brøderbund Software uitgebracht in 1984 voor Commodore 64. Een jaar later volgden versies voor NES en MSX. De Commodore 64-versie werd in het Verenigd Koninkrijk uitgegeven door Ariolasoft. De NES-versie werd geporteerd door Hudson Soft.

## Gameplay
Raid on Bungeling Bay is een typisch shoot 'em up-spel. De speler bedient een helikopter die zes fabrieken moet bombarderen op kleine eilanden van het Bungeling Empire, een kwaadaardige organisatie die veel voorkomt in spellen van Brøderbund. De speler krijgt te maken met aanvallen door sluipschutters, jachtvliegtuigen, raketten en slagschepen. Ook moet de speler de infrastructuur beïnvloeden en het vliegdekschip veiligstellen. Op een verborgen eiland kan de speler herstellen. 

## SimCity
Het spel is veel bepalend geweest voor een later computerspel van Wright: SimCity. Wright bouwde voor Raid on Bungeling Bay een functie om kaarten te bouwen, dit vond hij eigenlijk veel leuker dan het spelen van het spel zelf en bracht hem op het idee van SimCity.

## Platforms
| Jaar | Platform     |
| ---- | ------------ |
| 1984 | Commodore 64 |
| 1985 | MSX, NES     |